# Opius faber
Opius faber är en stekelart som beskrevs av Papp 1982. Opius faber ingår i släktet Opius och familjen bracksteklar. Utöver nominatformen finns också underarten O. f. tabetus.